# Ferrari 290 S
La 290 S è un'autovettura da competizione prodotta dalla Ferrari nel 1957.

## Il contesto e le competizioni
Il modello montava il telaio della 290 MM, su cui fu installato un nuovo motore. La carrozzeria tipo barchetta fu costruita da Scaglietti, e venne realizzata conforme alle nuove norme sportive attinenti alla serie di competizioni a cui il modello doveva partecipare, vale a dire il Campionato Mondiale Vetture Sport.
La sigla numerica nel nome della 290 S derivava dalla cilindrata unitaria del motore (cioè quella relativa ad un solo cilindro), che era di circa 290 cm³, mentre la lettera “S” significava “Sport”. Questo propulsore, progettato da Vittorio Jano, prevedeva alcuni ritrovati tecnici che derivavano dal motore V8 della Lancia D50, che la Casa automobilistica di Torino aveva ceduto qualche anno prima alla Ferrari. La 290 S fu la prima Ferrari di categoria “Sport” ad aver installato un propulsore a quattro alberi a camme in testa, cioè montati sopra la camera di combustione, ovvero sulla cosiddetta "testa".
Il modello non fu fortunato nelle gare; dopo poche corse fu infatti rimpiazzato dalla 315 S.

## Caratteristiche tecniche
Il motore era un V12 a 60° anteriore e longitudinale. L'alesaggio e la corsa erano rispettivamente 73 mm e 69,5 mm, che portavano la cilindrata totale a 3490,61 cm³. Il rapporto di compressione era 9:1. La potenza massima erogata dal propulsore era di 330 CV a 8000 giri al minuto.
La distribuzione era formata da una coppia di alberi a camme in testa per bancata che comandavano due valvole per cilindro. L'alimentazione era fornita da sei carburatori di marca Weber e modello 42 DCN. L'accensione era doppia ed il relativo impianto comprendeva quattro spinterogeni. La lubrificazione era a carter secco, mentre la frizione era multidisco.
Le sospensioni anteriori erano indipendenti, con quadrilateri trasversali e molle elicoidali, mentre quelle posteriori erano formate da un ponte De Dion, doppi puntoni e una balestra trasversale. Entrambe avevano installato ammortizzatori idraulici. I freni erano a tamburo, mentre la trasmissione era formata da un cambio a quattro rapporti più la retromarcia. Lo sterzo era a vite senza fine e settore dentato.
Il telaio era tubolare in acciaio, mentre la carrozzeria era spider a due posti.